# Leiobunum curvipalpi
Leiobunum curvipalpi is een hooiwagen uit de familie Sclerosomatidae.